# Campionato d'Asia per club 1989-1990
Il Campionato d'Asia per club 1989-1990 è stata la 9ª edizione del massimo torneo calcistico asiatico per squadre di club maggiori maschili.

## Risultati

### Primo turno

#### Gruppo 1
| Squadra        | P.ti | G | V | P | S | RF | RS | DR |
| -------------- | ---- | - | - | - | - | -- | -- | -- |
| Al-Deffatain   | 7    | 4 | 3 | 1 | 0 | 7  | 1  | +6 |
| Al-Rasheed     | 5    | 4 | 2 | 1 | 1 | 5  | 2  | +3 |
| Ansar          | 4    | 4 | 1 | 2 | 1 | 2  | 3  | −1 |
| Al-Sadd        | 3    | 4 | 1 | 1 | 2 | 2  | 6  | −4 |
| Al-Ahli San'a' | 1    | 4 | 0 | 1 | 3 | 1  | 5  | −4 |

#### Gruppo 2
- Al-Arabi e   Al-Muharraq qualificate alla fase finale.

#### Gruppo 3
Le gare sono state disputate a Mascate.
| Squadra   | P.ti | G | V | P | S | RF | RS | DR |
| --------- | ---- | - | - | - | - | -- | -- | -- |
| Fanja     | 6    | 3 | 3 | 0 | 0 | 10 | 1  | +9 |
| Salgaocar | 3    | 3 | 1 | 1 | 1 | 4  | 3  | +1 |
| Punjab    | 2    | 3 | 0 | 2 | 1 | 1  | 3  | −2 |
| Kathmandu | 1    | 3 | 0 | 1 | 2 | 1  | 9  | −8 |

#### Gruppo 4
Le gare sono state disputate a Ahvaz.
| Squadra         | P.ti | G | V | P | S | RF | RS | DR  |
| --------------- | ---- | - | - | - | - | -- | -- | --- |
| Shahin Ahvaz    | 6    | 3 | 3 | 0 | 0 | 11 | 0  | +11 |
| Mohammedan      | 4    | 3 | 2 | 0 | 1 | 10 | 4  | +6  |
| Old Benedictans | 2    | 3 | 1 | 0 | 2 | 4  | 9  | −5  |
| Victory         | 0    | 3 | 0 | 0 | 3 | 3  | 15 | −12 |

#### Gruppo 5
Le gare sono state disputate a Kuala Lumpur.
| Squadra               | P.ti | G | V | P | S | RF | RS | DR  |
| --------------------- | ---- | - | - | - | - | -- | -- | --- |
| Kuala Lumpur          | 8    | 4 | 4 | 0 | 0 | 19 | 4  | +15 |
| Pelita Jaya           | 6    | 4 | 3 | 0 | 1 | 10 | 4  | +6  |
| Geylang International | 4    | 4 | 2 | 0 | 2 | 11 | 9  | +2  |
| Philippine Air Force  | 2    | 4 | 1 | 0 | 3 | 1  | 12 | −11 |
| Muara Stars           | 0    | 4 | 0 | 0 | 4 | 3  | 15 | −12 |

#### Gruppo 6
| Squadra       | P.ti | G | V | P | S | RF | RS | DR  |
| ------------- | ---- | - | - | - | - | -- | -- | --- |
| Liaoning      | 5    | 3 | 2 | 1 | 0 | 7  | 2  | +5  |
| Nissan Motors | 4    | 3 | 2 | 0 | 1 | 11 | 1  | +10 |
| Jadongcha     | 3    | 3 | 1 | 1 | 1 | 3  | 3  | 0   |
| Hap Kuan      | 0    | 3 | 0 | 0 | 3 | 1  | 16 | −15 |

| Shenyang 20 agosto 1989 | Liaoning | 1 – 0 | Nissan Motors |  |

| Shenyang 20 agosto 1989 | Chandongja | 2 – 0 | Hap Kuan |  |

| Shenyang 22 agosto 1989 | Liaoning | 2 – 1 | Chandongja |  |

| Shenyang 22 agosto 1989 | Nissan Motors | 9 – 0 | Hap Kuan |  |

| Shenyang 24 agosto 1989 | Liaoning | 5 – 1 | Hap Kuan |  |

| Shenyang 24 agosto 1989 | Nissan Motors | 2 – 0 | Chandongja |  |

### Secondo turno
Poco prima del sorteggio dei gironi, si ritirarono Al Deffatain, Al-Muharraq e Al Arabi Kuwait.

#### Gruppo A
| Squadra       | P.ti | G | V | P | S | RF | RS | DR |
| ------------- | ---- | - | - | - | - | -- | -- | -- |
| Nissan Motors | 4    | 2 | 2 | 0 | 0 | 3  | 1  | +2 |
| Kuala Lumpur  | 2    | 2 | 1 | 0 | 1 | 3  | 2  | +1 |
| Fanja         | 0    | 2 | 0 | 0 | 2 | 0  | 3  | −3 |

| Kuala Lumpur 14 dicembre 1989 | Nissan Motors | 2 – 1 | Kuala Lumpur |  |

| Kuala Lumpur 16 dicembre 1989 | Kuala Lumpur | 2 – 0 | Fanja |  |

| Kuala Lumpur 18 dicembre 1989 | Nissan Motors | 1 – 0 | Fanja |  |

#### Gruppo B
| Squadra      | P.ti | G | V | P | S | RF | RS | DR |
| ------------ | ---- | - | - | - | - | -- | -- | -- |
| Liaoning     | 5    | 3 | 2 | 1 | 0 | 3  | 0  | +3 |
| Al-Rasheed   | 4    | 3 | 1 | 2 | 0 | 6  | 1  | +5 |
| Shahin Ahvaz | 2    | 3 | 1 | 0 | 2 | 2  | 7  | −5 |
| Pelita Jaya  | 1    | 3 | 0 | 1 | 2 | 1  | 4  | −3 |

| Giacarta | Liaoning | 0 – 0 | Al-Rasheed |  |

| Giacarta | Liaoning | 2 – 0 | Shahin Ahvaz |  |

| Giacarta | Liaoning | 1 – 0 | Pelita Jaya |  |

| Giacarta | Al-Rasheed | 5 – 0 | Shahin |  |

| Giacarta | Al-Rasheed | 1 – 1 | Pelita Jaya |  |

| Giacarta | Shahin | 2 – 0 | Pelita Jaya |  |

### Finali
| Yokohama 22 aprile 1990                          | Nissan Motors | 1 – 2                        | Liaoning | Mitsuzawa Stadium |
| Lopes 33’ Marcatori 31’ Sun Wie 43’ Dong Liqiang |               |                              |          |                   |
|                                                  |               |                              |          |                   |
| Lopes 33’                                        | Marcatori     | 31’ Sun Wie 43’ Dong Liqiang |          |                   |

| Shenyang 24 aprile 1990                       | Liaoning  | 1 – 1             | Nissan Motors |  |
| Liu Minghui 57’ Marcatori 63’ ( rig. ) Kimura |           |                   |               |  |
|                                               |           |                   |               |  |
| Liu Minghui 57’                               | Marcatori | 63’ (rig.) Kimura |               |  |